# شهرستان بونی (میزوری)
شهرستان بونی، میزوری (به انگلیسی: Boone County, Missouri) یک سکونتگاه مسکونی در ایالات متحده آمریکا است که در میزوری واقع شده‌است.

## خصوصیات
شهرستان بونی ۱٬۷۹۰ کیلومترمربع مساحت دارد.